# Cárcel de La Pica
La cárcel de La Pica, oficialmente Internado Judicial de Monagas, es un recinto penitenciario ubicado en la parroquia La Pica, del estado Monagas, Venezuela.

## Historia
Fue construido entre 1959 y 1963 por Ruben Martín Sánchez Meneses.[cita requerida]  El libro Expediente Negro señala que varios prisioneros políticos asociados a la izquierda en el contexto de la guerra contra las FALN fueron a parar a esta carcel.
En 2005 se registraron un saldo de 43 muertos y al menos 25 heridos graves. El 26 de septiembre de 2007 tras la visita de familiares, los reos secuestran a 134 parientes, 4 miembros del personal administrativo y 2 policías dentro del penal, en protesta por el traslado de 4 mujeres del anexo femenino que habrían intentado fugarse días atrás. En septiembre de 2013, fueron liberados 306 prisioneros por el Plan Cayapita, el cual se da a los reclusos, con delitos menores. En 2022 hubo un motín que dejó 2 muertos y 6 heridas.